# Friedrich Joseph August von Haeseler
Friedrich Joseph August von Haeseler (* 10. April 1812 in Metz, Frankreich; † 13. April 1889 in Klosterhäseler) war ein preußischer Rittergutsbesitzer und Provinziallandtags der Provinz Sachsen.

## Leben
Er stammte aus der in den Adelsstand erhobenen Familie von Haeseler und war der Sohn des Rittmeisters Friedrich August von Haeseler. Die aus Frankreich stammende Josephine du Quesnoy war seine Mutter, bei deren Eltern in Metz er im Jahre 1812 zur Welt kam. Der Oberforst- und Wildmeister Friedrich August von Haeseler war sein Großvater. Ab 1824 war er Zögling an der Landesschule Pforta.
Im Jahre 1829 war sein Vater als Abgeordneter in den Landtag der preußischen Provinz Sachsen gewählt worden. Sein Wahlkreis, den er im Stand der Ritterschaft vertrat, waren die übrigen Kreise der Thüringischen Ritterschaft. Spätestens nach dem Tod des Vaters im Jahre 1854 übernahm Friedrich Joseph August von Haeseler aus dem Merseburger Provinziallandtag dessen Mandat und vertrat als Vertreter der Thüringer Ritterschaft. Sein Stellvertreter als Landtagsabgeordneter in Merseburg war der Bezirksdirektor Freiherr von Berlepsch zu Seebach.
Von seinem Vater erhielt er nach dessen Tod 1854 das Rittergut Schloss Klosterhäseler mit den dazugehörigen Dörfern und Gütern Dittersroda und Pleismar. 1862 veröffentlichte er einen konservative Botschaft wider der März-Revolution 1848.

## Familie
Friedrich Joseph August von Haeseler heiratete am 6. Juni 1837 in Nordhausen die Bürgerstochter Auguste Emilie Wilhelmine Schulze (1815–1896). Aus dieser Ehe gingen vier Kinder hervor, darunter der Sohn Louis Ferdinand von Haeseler (1844–1911), der den väterlichen Rittergutsbesitz erbte.
In Klosterhäseler befinden sich heute Reste des Parkes vom Rittergut mit dem Familiengräber der von Haeseler.